# Лівінгстон (Нью-Джерсі)
Лівінгстон (англ. Livingston) — селище (англ. village) в США, в окрузі Ессекс штату Нью-Джерсі. Населення — 31 330 осіб (2020). Названий на честь першого губернатора Нью-Джерсі Вільяма Лівінгстона.
Лівінгстон є частиною Нью-Йоркської агломерації.

## Історія
Історія Лівінгстона почалася близько 1699 року. У 1699-1702 роках велися переговори між переселенцями з Ньюарка і корінними жителями (делаварами) про покупку даної території. У 1702 році територія була придбана за £ 130. Однак ще довгий час тривали суперечки між поселенцями і англійськими власниками.
У 1745 році під час пожежі згорів документ, який був єдиним доказом покупки земель. Англійські власники скористалися цією обставиною і почали наполягати на звільненні «незаконно зайнятої» землі. Відмовилися обкладалися так званим «quit-rent» — по суті податком на орендовану землю. Саме тоді переселенців підтримав Вільям Лівінгстон, який сам був власником ділянки в південно-західній частині нинішнього тауншип. Він всіляко намагався допомогти сусідам, що потрапили до в'язниці за відмову платити «quit-rent».
У той же час переселенці, під проводом Тімоті Мікерена (англ. Timothy Meeker), сформували загін для боротьби з англійською метрополією. Бунт тривав 10 років — з 1745 по 1755 рік. Пізніше загін брав участь у Війні за незалежність США в складі Континентальної армії.
Після війни поселення почало розвиватися. У 1783 році була відкрита перша школа. Жителі поселення займалися сільським господарством і виробництвом лісоматеріалів. Швидкими темпами розвивалися молочна і взуттєва промисловості. Це призвело до того, що 5 лютого 1813 року тауншип Лівінгстон був офіційно зареєстрований.
Пік розвитку Лівінгстона припав на період з 1920-х по 1960-ті. В цей час в місті з'явилися пожежна частина (1922 рік), офіс поліції (1929 рік), дві лікарні (1959 і 1960 роки) і публічна бібліотека (1961 рік). У 1970 році населення перевищувало 30 000 осіб.

## Демографія
Згідно з переписом 2010 року, у селищі мешкало 29 366 осіб у 9990 домогосподарствах у складі 8276 родин. Було 10284 помешкання
Расовий склад населення:
| - 76,2 % — білих - 19,2 % — азіатів - 2,3 % — чорних або афроамериканців - 0,1 % — корінних американців |

До двох чи більше рас належало 1,4 %. Частка іспаномовних становила 4,1 % від усіх жителів.
За віковим діапазоном населення розподілялося таким чином: 27,0 % — особи молодші 18 років, 56,2 % — особи у віці 18—64 років, 16,8 % — особи у віці 65 років та старші. Медіана віку мешканця становила 43,3 року. На 100 осіб жіночої статі у селищі припадало 94,6 чоловіків;  на 100 жінок у віці від 18 років та старших — 90,1 чоловіків також старших 18 років.
Середній дохід на одне домашнє господарство  становив 187 152 долари США (медіана — 143 203), а середній дохід на одну сім'ю — 211 897 доларів (медіана — 166 094). Медіана доходів становила 108 945 доларів для чоловіків та 74 460 доларів для жінок. За межею бідності перебувало 2,8 % осіб, у тому числі 1,8 % дітей у віці до 18 років та 4,1 % осіб у віці 65 років та старших.
Цивільне працевлаштоване населення становило 14 198 осіб. Основні галузі зайнятості: освіта, охорона здоров'я та соціальна допомога — 25,1 %, науковці, спеціалісти, менеджери — 20,2 %, фінанси, страхування та нерухомість — 16,4 %.

## Особистості
- Роджер Цянь (нар. 1952) — хімік, володар Нобелівської премії з хімії.
- Джейсон Александер (нар. 1959) — актор, комік і співак.
- Кріс Крісті (нар. 1962) — політик, губернатор штату Нью-Джерсі.
- Алан Крюгер (нар. 1960) — економіст, глава Ради економічних консультантів Білого дому.
- Боббі Крістіна Браун (нар. 1993) — медійна персона, співачка, спадкоємиця і дочка американської співачки Вітні Г'юстон і R&B-виконавця Боббі Брауна.
- Іван Братко (нар. 1968) — український скульптор, гончар і живописець.